# 惡魔靈魂
《惡魔靈魂》是一款由日本電子遊戲公司From Software開發的PlayStation 3平台獨佔動作角色扮演遊戲。2009年2月在日本地區由索尼電腦娛樂負責發行，北美地區則由Atlus USA發行。這是第一款由遊戲製作人宮崎英高主導開發的魂系列遊戲，另外索尼互動娛樂日本工作室也參與了本作的監製。2020年6月，索尼宣布游戏的重制版将由蓝点游戏和索尼日本工作室制作并将在PlayStation 5平台上发售。

## 系統
玩家在遊戲開頭時首先要建立一個可自定義的角色，可自由選擇諸如性別、外貌、名字、出身（初始職業）等項目。遊戲中提供10種出身，例如士兵、騎士、盜賊、魔術師等等。每種出身都具備不同的初始能力值、武器、裝備、可使用的魔法，玩家可按照偏好的戰鬥方式來選擇適合自己的出身。
每當玩家擊殺遊戲中的敵人便能獲得一定份量的「靈魂」。這種靈魂可當成貨幣來購買物品、升級武器裝備、以及提升玩家自身的等級的技能點數，升級時可以自由選擇強化體力、筋力、魔力等屬性數值。
每當玩家在關卡中死亡時便會重新回到關卡起點，而且除了BOSS以外的敵人都會再次出現。另外玩家一旦死亡就會變成靈體狀態，不僅生命值上限大幅降低，而且身上攜帶的靈魂會掉落在當初死亡的地點。如果玩家再次回到死亡地點並碰觸血跡便能恢復失去的靈魂，但萬一玩家在碰觸血跡前又再次死亡的話便會永久失去那些靈魂。擊敗關卡BOSS後在該場景會出現一座「拱心石」，類似關卡的中繼傳送點，往後就能傳送到該處。除了探索關卡之外，玩家可以在「楔之神殿」休息或進行其他行動，例如向商人購買物品、儲存道具、升級角色、跟NPC進行互動、以及選擇前往各種關卡。
名為「世界傾向」和「人物傾向」的系統會對遊戲方式造成影響，玩家的某些行為（例如幫助或擊殺NPC）可能會導致「白化」或「黑化」的結果。世界傾向的白化或黑化會改變關卡中敵人的強度與配置、擊倒敵人獲得的獎勵、關卡地形等等。當世界白化後，敵人會變較弱，但獲得的靈魂量與掉落道具會減少；反之在黑化後，敵人變更強，但可獲得較多靈魂與掉落道具。人物傾向的白化或黑化則會讓玩家的攻擊力產生變化。世界傾向只針對玩家做出行為的該關卡產生影響，人物傾向則沒有區域限制，會永遠伴隨著玩家。

## 重制版
美国时间2020年6月11日，索尼在其PlayStation 5游戏宣传网络直播活动中正式公布了《恶魔之魂》的重制版，游戏将由蓝点游戏和索尼互动娱乐日本工作室制作。在9月的网络发布会上，索尼确认本作将于2020年11月12日发售，作为PlayStation 5新主机的首发游戏。

## 游戏评价

### 原版
《恶魔之魂》在日本上映后，普遍受到玩家和评论界的好评。ASCII Media Works给出了95/85/85/85的评分，Fami通给出了9/7/7/6的评分，并称之为“一个以随时死亡、失败和继续前进为核心的游戏。”
在北美发布后，这款游戏获得了评论界的好评，Metacritic的平均评论分数为89/100。尽管游戏的难度很高，但许多评论者认为这是一个积极的方面，使游戏更值得玩。GameSpot称这种高难度游戏“十分公平”，称玩家“毫无疑问会承受很大的伤害，直到你学会与每个敌人战斗的微妙之处。如果玩家能够记住那些通过高效使用负强化来教授游戏的美好时光，并那么他们应该立刻把这个游戏拿出来。”IGN称之为“这一代日本最早真正伟大的RPG之一，不过，美国官方PlayStation杂志在对这款游戏进行总体评价的同时表示，《恶魔之魂》是“留给受苦玩家的最好礼物。”
GameZone对游戏的在线系统做出了“创新”和“完美融入游戏”的评价 ，而Game Revolution认为它“将一种孤独的体验变成了一种令人惊讶的公共体验。”在技术和设计方面，GamesRadar称之为“图形惊人，看起来更像旧的Ultima游戏，而不是从日本推出的任何游戏。”在北美发布后不久，ScrewAttack将恶魔之魂列为迄今为止第八大最佳PS3独占游戏。
在该游戏在欧洲发布之前，欧洲的评论家们审查了这个游戏的进口版本。欧洲游戏玩家称恶魔之魂是“坚忍的、不妥协的、难以了解的游戏，但同时也是一款拥有深刻的、有趣的阻挠和大量回报的游戏”。而Edge则解释了他们对困难的积极看法，他说“对于历经千辛万苦最后成功通关的人来说，没有比这更大的成就感了。”

## 外部連結
- Demon's Souls （页面存档备份，存于）
- Demon's Souls （页面存档备份，存于） - 重製版
- YouTube上的惡魔靈魂頻道